# Casas y Parque Prochelle
Las Casas Prochelle I y II son dos antiguas casonas ubicadas en la Isla Teja junto a la ciudad chilena de Valdivia, en la provincia homónima de la Región de Los Ríos. Ambas junto al Parque Prochelle contiguo a éstas son consideradas desde 1985 Monumento histórico de Chile.

## Historia
Estas casas se construyeron en el contexto de la colonización alemana en la ciudad de Valdivia a fines del siglo XIX y principios del siglo XX.
En 1902, Gustavo Prochelle diseñó y construyó la primera de las dos casas, que hoy se conoce como Casa Prochelle I. Junto a esta se creó un jardín, diseñado por la misma familia Prochelle. Bordeando el río se extendía entonces una costanera de madera, así como bodegas y la vivienda del jardinero. También junto al inmueble y el jardín se levantó un parque con especies nativas y foráneas.
En 1924, en el terreno contiguo al de la primera casa, se construyó la hoy conocida como Casa Prochelle II, más pequeña que la anterior. Esta casa originalmente perteneció a Oscar Prochelle, hijo de Gustavo Prochelle, y fue construida bajo la asesoría del arquitecto Otto Ottinger. Ambas casas fueron parte del llamado «Criadero La Teja».
En 1953 el Parque Prochelle quedó separado de las casas, debido a la construcción del Puente Pedro de Valdivia que conecta Valdivia con la Isla Teja. Desde entonces el Parque pasó a depender de la Municipalidad de Valdivia, que abrió su acceso a los visitantes.
En 1985, las dos casas junto al Parque Prochelle fueron declaradas Monumento histórico de Chile. En 1994, la Casa Prochelle I fue vendida a privados.
La Casa Pochelle II, por su parte, fue restaurada por la empresa Valdicor y actualmente es propiedad del Consejo Regional de Los Ríos.
En enero de 2008 la Casa Prochelle I fue comprada por la Municipalidad de Valdivia por $380 millones de pesos, que fueron aportados por el Consejo Nacional de la Cultura y las Artes (CNCA). El inmueble se incorporó a la Red Cultura del CNCA, y en 2012 se dio comienzo a su restauración y remodelación —interviniendo su arquitectura lo menos posible— con el fin de convertirla en un centro cultural, destinado a la difusión, creación y circulación artística de la zona. La inversión total del proyecto fue de $738 692 222 pesos, proporcionados por el Fondo Nacional de Desarrollo Regional y el Banco Interamericano de Desarrollo (BID), en el contexto del programa «puesta en valor del patrimonio».

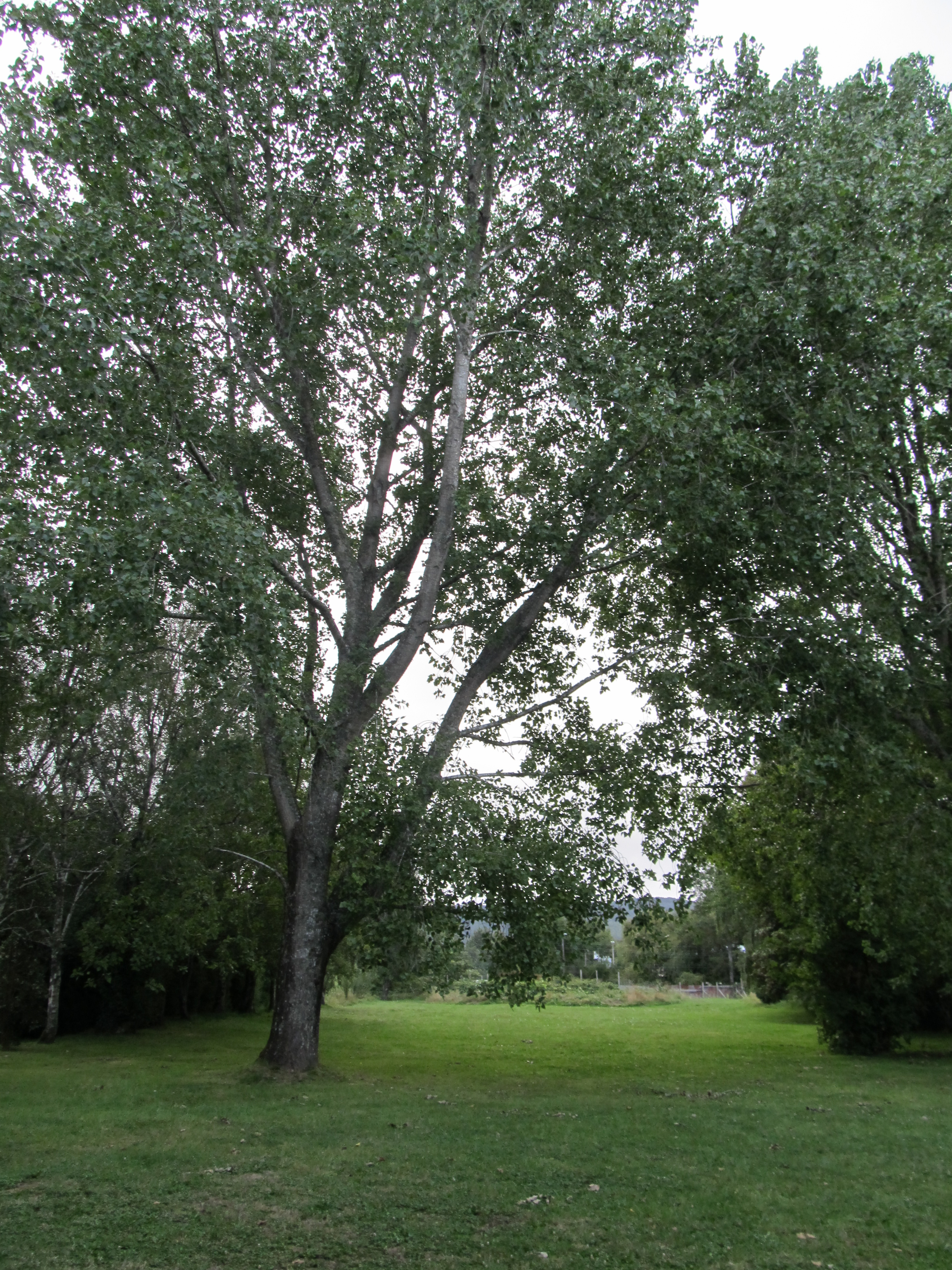
Interior del parque.
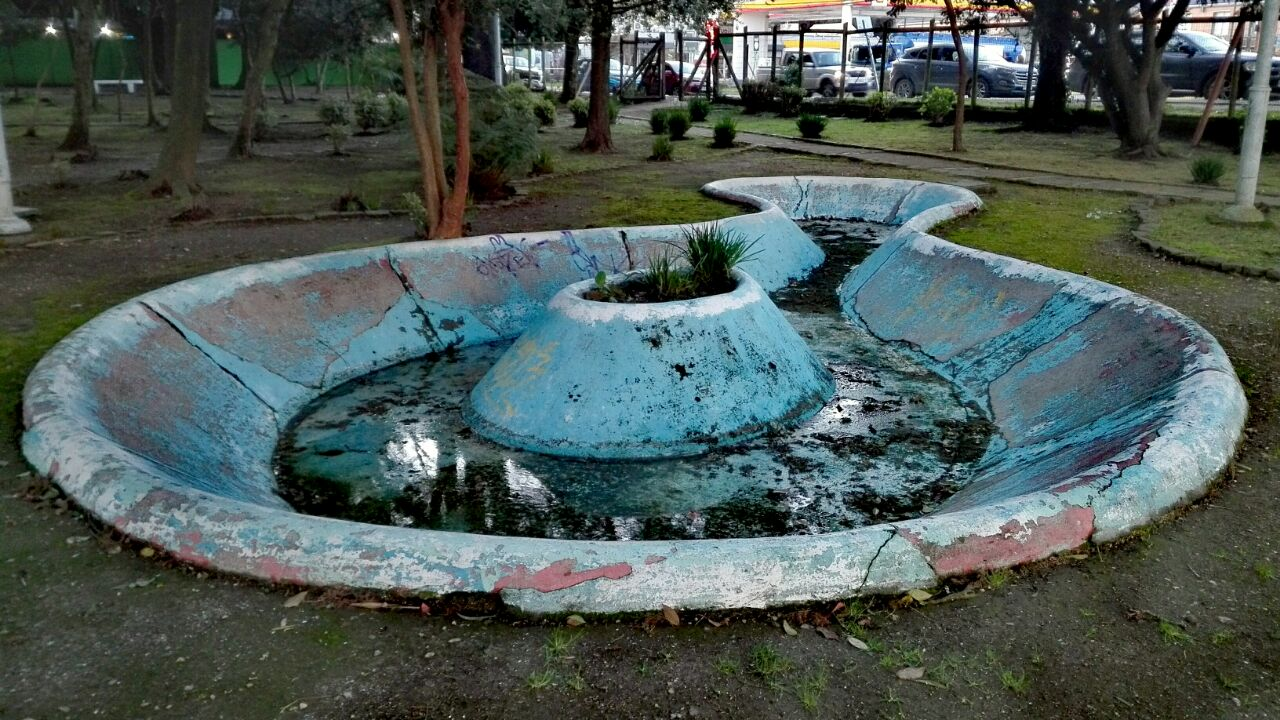
Fuente ornamental al interior parque.
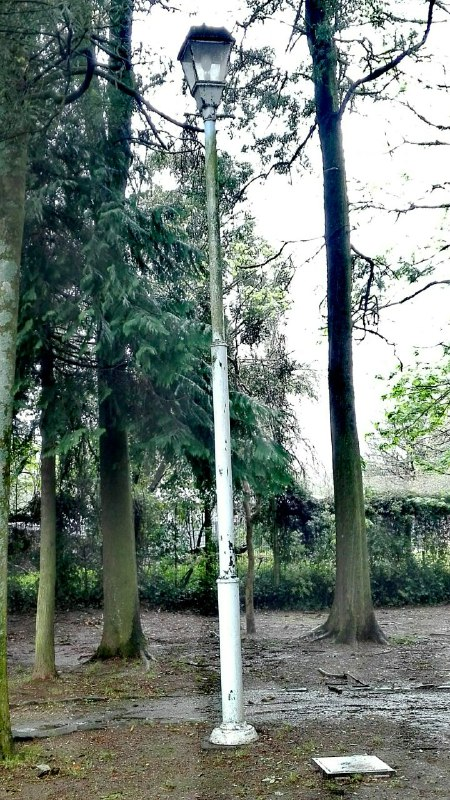
Farola tipo parque Prochelle

## Características arquitectónicas

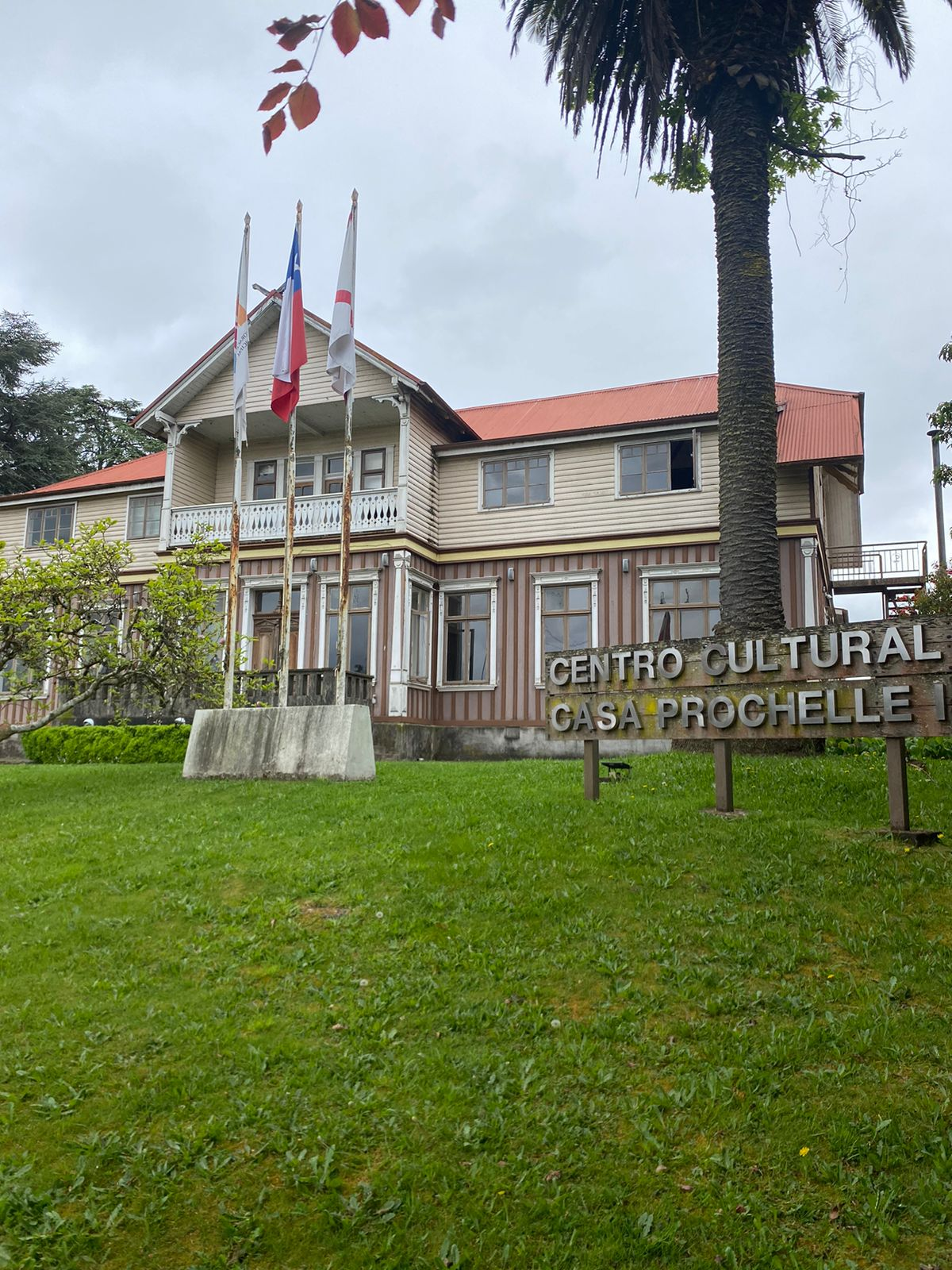
Casa Prochelle donde se sitúa el Centro Cultural Prochelle

La Casa Prochelle I, emplazada en una superficie de 2 294 metros cuadrados, fue construida originalmente de madera local, sobre una base de hormigón y piedra laja de un metro de altura. En su fachada principal posee un tímpano donde figura una letra «P», inicial de la familia Prochelle, sus propietarios originales. La casa tiene dos pisos. Originalmente, el primero estaba conformado por dormitorios, baño, living, comedor y cocina, mientras que en el segundo había dos habitaciones para alojados, baño, gimnasio, despensa y un cuarto de secado para la ropa. En un pabellón anexo a la casa se construyeron las dependencias del servicio, de menor calidad. En total la casa abarcaba originalmente 730 metros cuadrados de superficie, incluyendo sus dos niveles. Las remodelaciones de 2012 abarcaron en total 792,31 m² de la superficie total del sitio, que incluyeron 98,53 m² de demolición o desarme y una ampliación de 115,76 m² adicionales.

### Centro cultural
El centro cultural de la Casa Prochelle I alberga en su primer nivel salas de exposiciones, depósito, informaciones, guardarropía, archivo, cocina y baños, mientras que el segundo nivel está destinado a las oficinas administrativas de la Corporación Cultural de la Municipalidad de Valdivia. También cuenta con estacionamientos.
En una siguiente etapa se espera hacer una ampliación para albergar la Escuela de Danza Valdivia, además de salas de eventos y exposiciones interiores y al aire libre.